# Wspólnota administracyjna Obing
Wspólnota administracyjna Obing – wspólnota administracyjna (niem. Verwaltungsgemeinschaft) w Niemczech, w kraju związkowym Bawaria, w rejencji Górna Bawaria, w regionie Südostoberbayern, w powiecie Traunstein. Siedziba wspólnoty znajduje się w miejscowości Obing.
Wspólnota administracyjna zrzesza trzy gminy wiejskie (Gemeinde): 
- Kienberg, 1 359 mieszkańców, 22,83 km²
- Obing, 3 937 mieszkańców, 43,75 km²
- Pittenhart, 1 696 mieszkańców, 27,93 km²